# Lista de municípios de Mato Grosso do Sul por PIB per capita (2014)
Este anexo contém uma lista de Produto Interno Bruto per capta (PIB pib per capta) municipais de Mato Grosso do Sul. A lista é ocupada pelos municípios sul-mato-grossenses em relação ao Produto Interno Bruto per capta (PIB per capta) a preços correntes em 2014, segundo o Instituto Brasileiro de Geografia e Estatística (IBGE). O Mato Grosso do Sul é um das 27 unidades federativas do Brasil dividido em 79 municípios. Todos os 6 primeiros colocados tem mais 60 mil reais de PIB per capta. Abaixo a relação de todos os Pibs per capta municipais de Mato Grosso do Sul: 

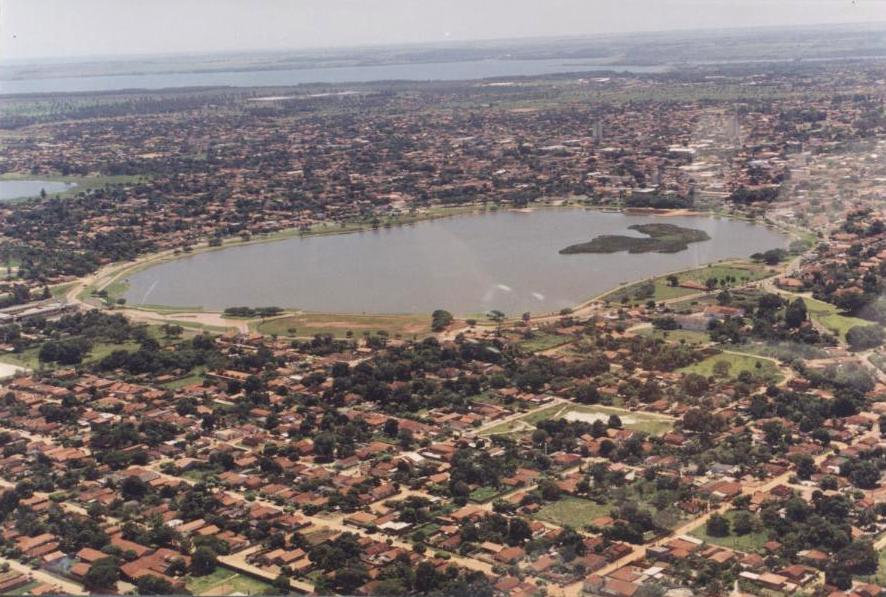
, terceira colocada

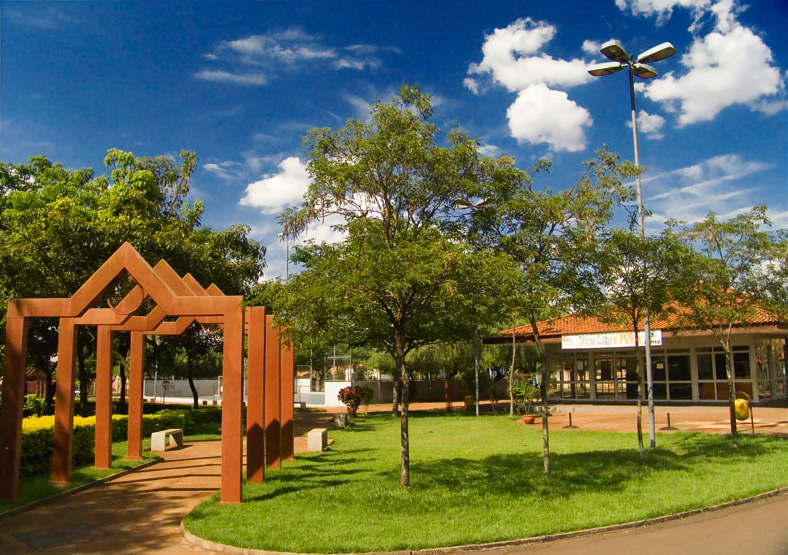
, 19ª colocada

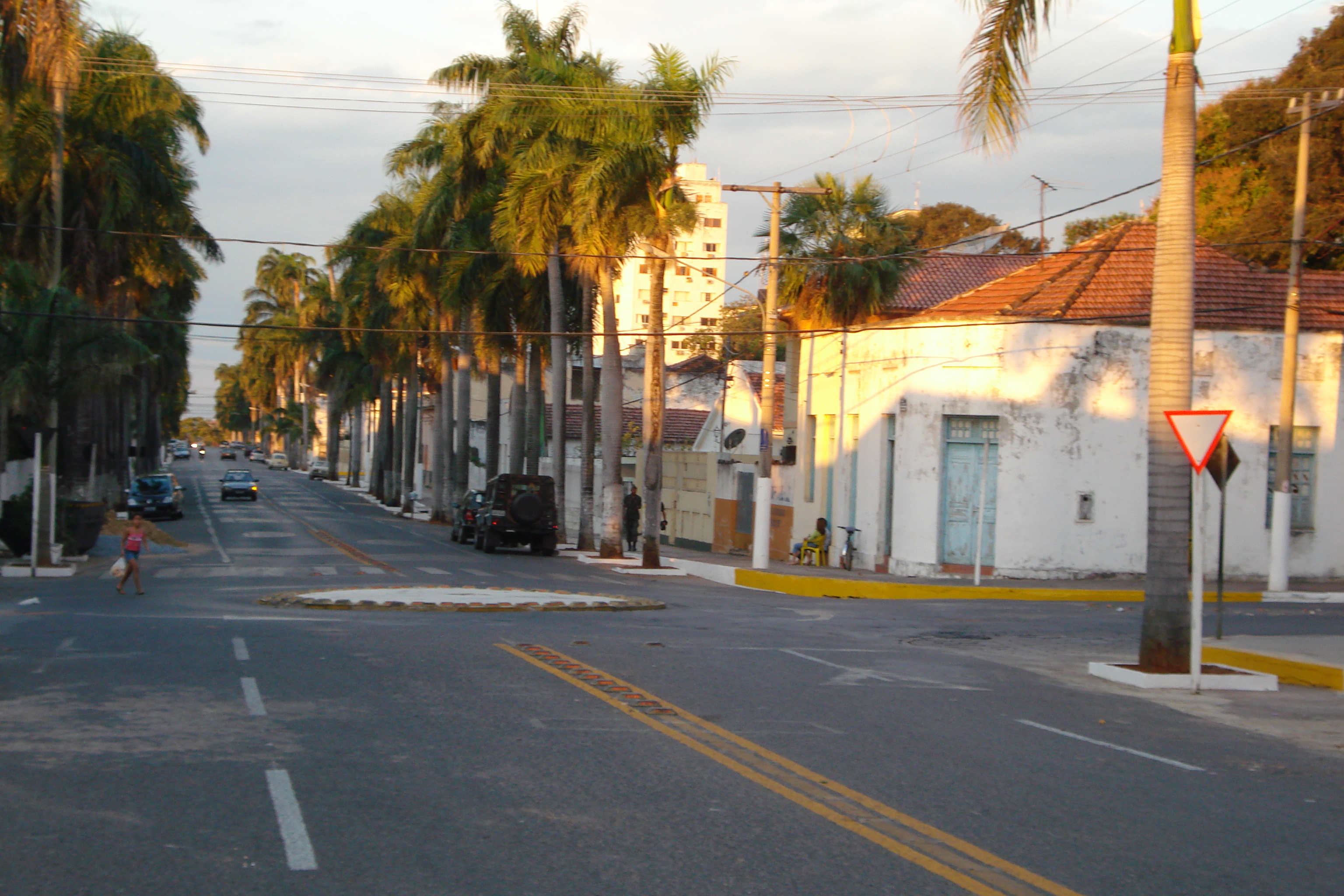
, 27ª colocada

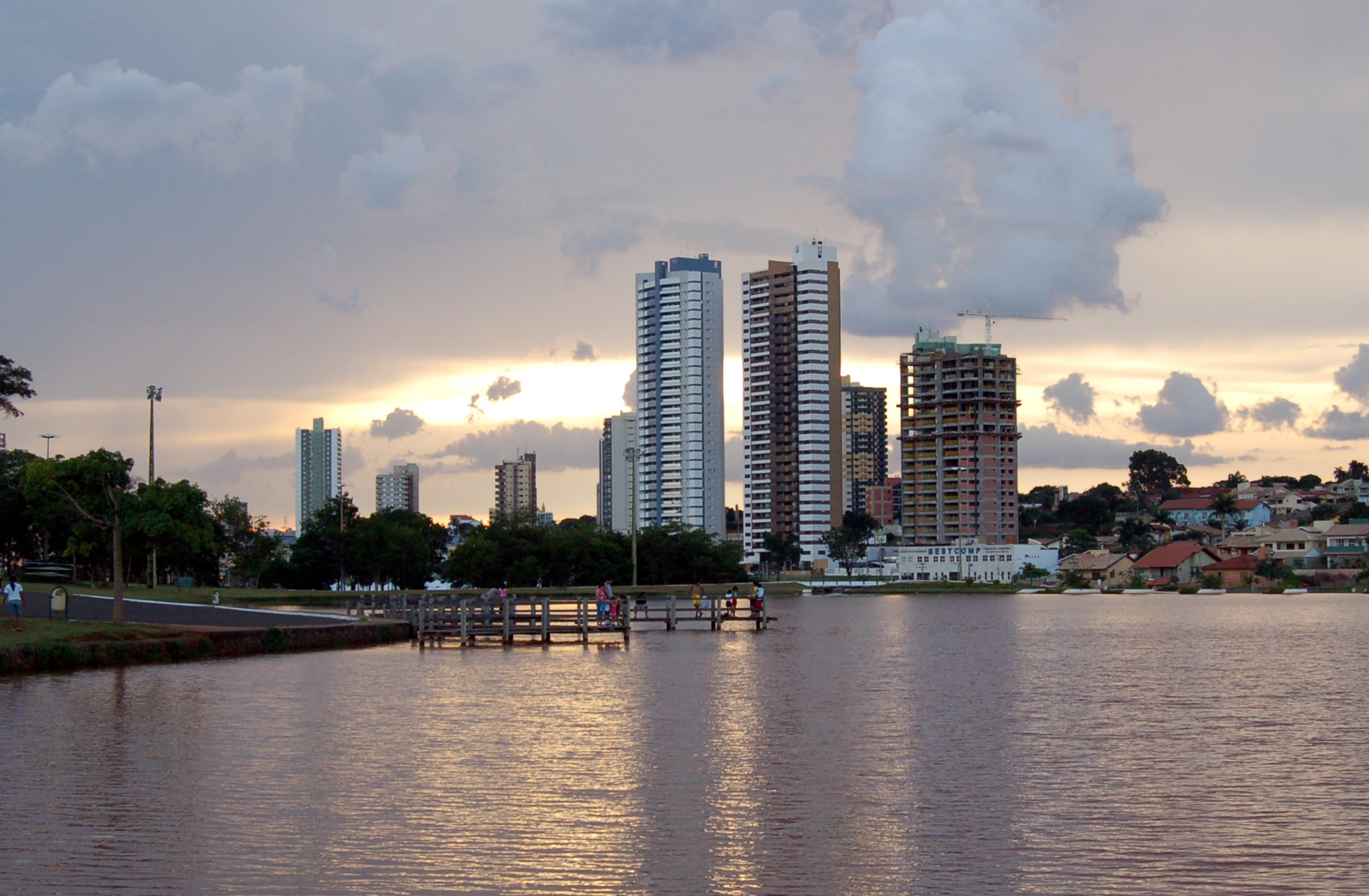
, 29ª colocada

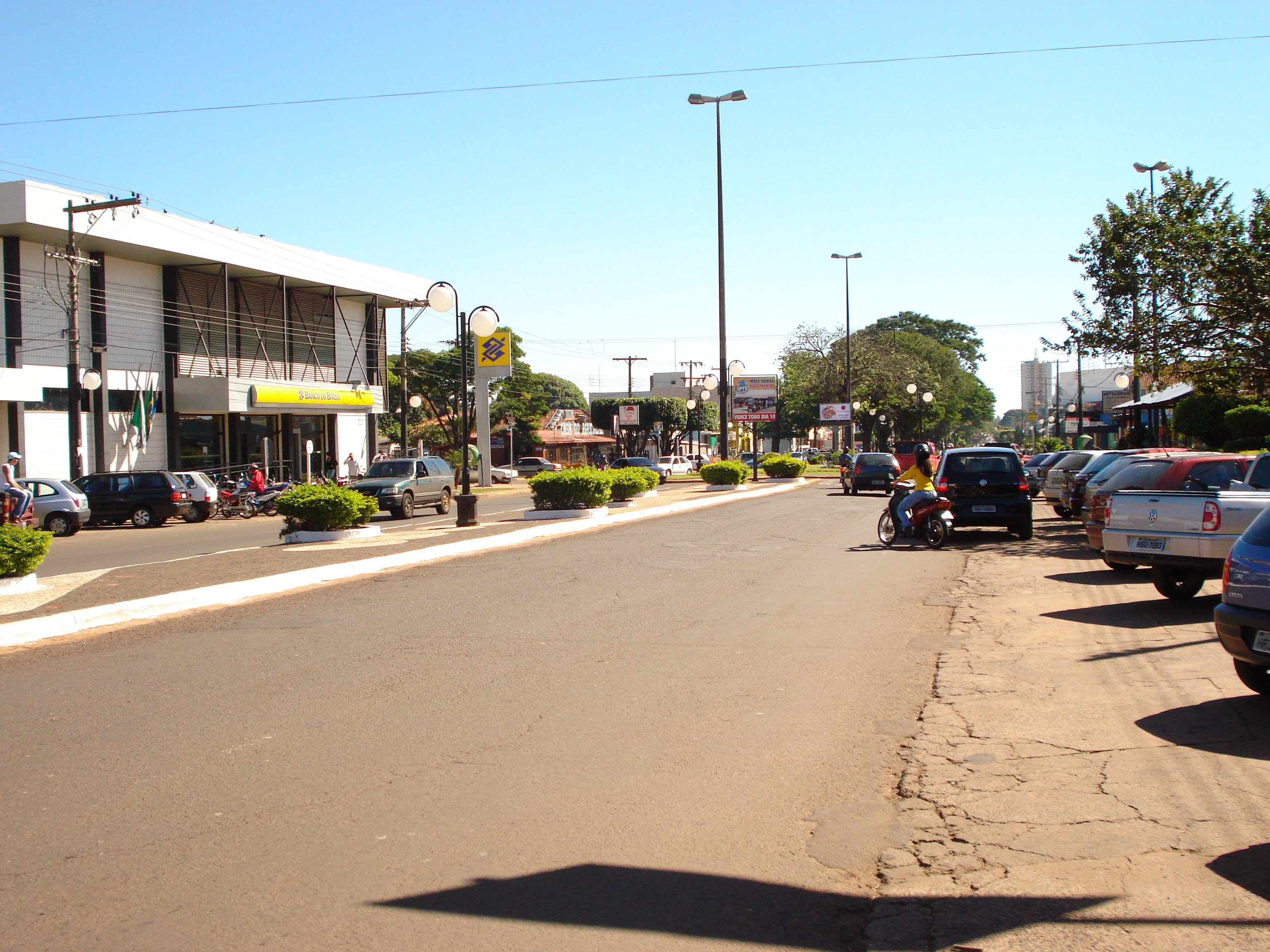
, 38ª colocada

| Posição | Município                           | PIB per capita (em R$) |
| ------- | ----------------------------------- | ---------------------- |
| 1       | Selvíria                            | 282.412,61             |
| 2       | Paraíso das Águas                   | 68.272,67              |
| 3       | Três Lagoas                         | 64.528,84              |
| 4       | Brasilândia                         | 63.663,62              |
| 5       | Chapadão do Sul                     | 63.423,06              |
| 6       | Costa Rica                          | 60.073,44              |
| 7       | São Gabriel do Oeste                | 49.148,07              |
| 8       | Laguna Carapã                       | 48.098,59              |
| 9       | Nova Alvorada do Sul                | 47.385,48              |
| 10      | Aral Moreira                        | 43.899,22              |
| 11      | Rio Brilhante                       | 43.300,54              |
| 12      | Maracaju                            | 43.180,00              |
| 13      | Angélica                            | 41.426,26              |
| 14      | Jateí                               | 41.183,55              |
| 15      | Bandeirantes                        | 37.933,93              |
| 16      | Água Clara                          | 36.397,26              |
| 17      | Nova Andradina                      | 33.890,73              |
| 18      | Caarapó                             | 33.289,13              |
| 19      | Dourados                            | 33.101,70              |
| 20      | Santa Rita do Pardo                 | 32.423,16              |
| 21      | Aparecida do Taboado                | 31.464,85              |
| 22      | Sonora                              | 30.338,72              |
| —       | Mato Grosso do Sul (média estadual) | 30.137,58              |
| 23      | Ribas do Rio Pardo                  | 29.275,44              |
| 24      | Bataguassu                          | 29.269,70              |
| 25      | Ivinhema                            | 28.886,03              |
| 26      | Alcinópolis                         | 28.802,08              |
| 27      | Corumbá                             | 28.712,25              |
| 28      | Batayporã                           | 28.661,46              |
| 29      | Campo Grande                        | 28.349,62              |
| 30      | Inocência                           | 27.150,43              |
| 31      | Novo Horizonte do Sul               | 27.039,59              |
| 32      | Rochedo                             | 27.026,47              |
| 33      | Naviraí                             | 26.645,01              |
| 34      | Juti                                | 26.266,14              |
| 35      | Taquarussu                          | 25.925,45              |
| 36      | Bonito                              | 25.791,44              |
| 37      | Sidrolândia                         | 24.757,59              |
| 38      | Ponta Porã                          | 24.529,12              |
| 39      | Paranaíba                           | 24.464,35              |
| 40      | Figueirão                           | 24.455,64              |
| 41      | Bodoquena                           | 24.044,41              |
| 42      | Camapuã                             | 23.595,31              |
| 43      | Itaporã                             | 23.251,18              |
| 44      | Coxim                               | 23.038,68              |
| 45      | Itaquiraí                           | 22.465,97              |
| 46      | Vicentina                           | 22.248,68              |
| 47      | Pedro Gomes                         | 22.184,66              |
| 48      | Cassilândia                         | 21.946,52              |
| 49      | Eldorado                            | 21.557,73              |
| 50      | Iguatemi                            | 21.554,19              |
| 51      | Mundo Novo                          | 20.811,95              |
| 52      | Anaurilândia                        | 19.716,15              |
| 53      | Jaraguari                           | 19.457,86              |
| 54      | Amambai                             | 19.039,31              |
| 55      | Rio Verde de Mato Grosso            | 19.003,78              |
| 56      | Terenos                             | 18.876,28              |
| 57      | Porto Murtinho                      | 17.566,61              |
| 58      | Guia Lopes da Laguna                | 17.531,11              |
| 59      | Jardim                              | 17.419,47              |
| 60      | Deodápolis                          | 17.164,63              |
| 61      | Fátima do Sul                       | 17.113,64              |
| 62      | Caracol                             | 17.046,55              |
| 63      | Bela Vista                          | 16.885,56              |
| 64      | Corguinho                           | 16.634,24              |
| 65      | Aquidauana                          | 16.274,10              |
| 66      | Antônio João                        | 16.152,57              |
| 67      | Rio Negro                           | 15.804,19              |
| 68      | Sete Quedas                         | 15.599,98              |
| 69      | Tacuru                              | 15.433,98              |
| 70      | Nioaque                             | 15.166,38              |
| 71      | Glória de Dourados                  | 14.909,92              |
| 72      | Dois Irmãos do Buriti               | 14.866,61              |
| 73      | Miranda                             | 14.851,84              |
| 74      | Ladário                             | 14.795,82              |
| 75      | Douradina                           | 13.841,67              |
| 76      | Anastácio                           | 13.427,02              |
| 77      | Coronel Sapucaia                    | 11.502,65              |
| 78      | Japorã                              | 9.826,51               |
| 79      | Paranhos                            | 9.631,36               |